# Mentor (mitologija)
Mentor (Méntor) je v starogrški mitologiji ime junaka z Itake.
Mentor je bil v Homerjevi Odiseji sin Alkinoja, kralja Fejakov in Odisejev prijatelj. Odisej mu je, preden je šel na vojno
nad Trojo, zaupal v varstvo dom in družino ter v vzgojo sina Telemaha.
Danes se beseda »mentor« v figurativnem pomenu uporablja tudi za ime učitelja, vzgojitelja. 